# Tarhúna
Tarhúna (arabsky ترهونة‎) je město v Libyi přibližně 65 kilometrů na jihovýchod od Tripolisu. Samotné město má zhruba 13 tisíc obyvatel. Jeho jméno je berberského původu.